# Ривоира (Кунео)
Ривоира је насеље у Италији у округу Кунео, региону Пијемонт.
Према процени из 2011. у насељу је живело 520 становника. Насеље се налази на надморској висини од 626 м.